# Harry + Max
Harry + Max, noto anche come Harry and Max, è un film del 2004 diretto da Christopher Munch ed interpretato da Bryce Johnson e Cole Williams.

## Trama
Il film è incentrato sui fratelli idoli degli adolescenti Harry e Max. Harry è ormai alla fine della sua carriera mentre Max la sta appena iniziando. Harry è eterosessuale, mentre Max è gay e, nonostante la sua giovinezza, ha da tempo fatto i conti con la sua sessualità.
Durante un campeggio, i due fratelli intraprendono parzialmente una relazione incestuosa e questo complica ulteriormente le loro vite: oltre a dover comprendere i sentimenti reciproci si ritroveranno a doversi proteggere a vicenda in un mondo in cui tutti, compresa la loro madre, sembrano volersi approfittare di loro.

## Riconoscimenti
- 2004 - Sundance Film Festival[1]
  - Candidato al Gran Premio della Giuria